# Gudrun Fey

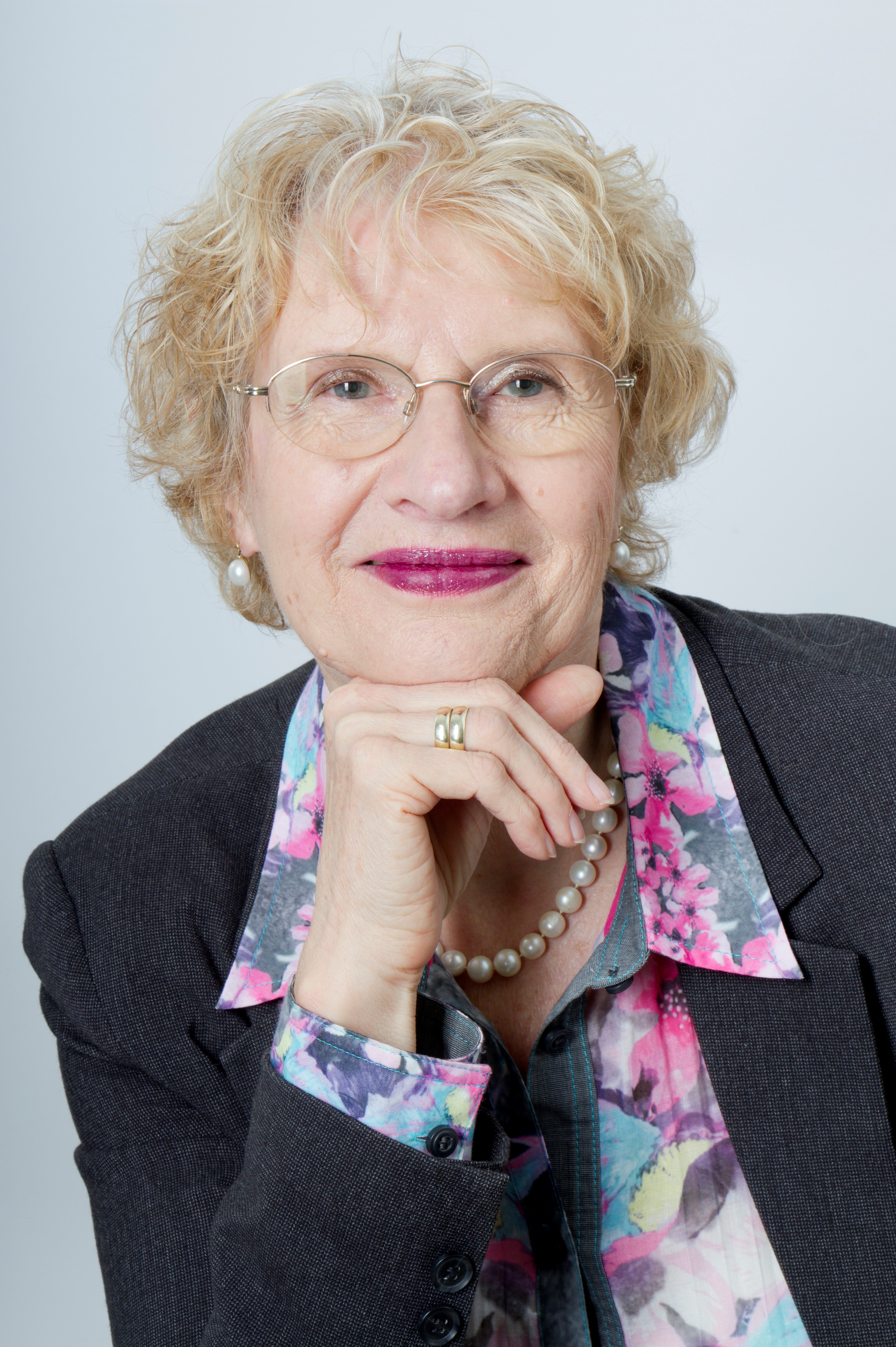
Gudrun Fey (2014)

Gudrun Fey (* 30. November 1943 in Oppeln) ist eine deutsche Rednerin, Rhetoriktrainerin, Sachbuchautorin und Unternehmerin.

## Leben
Fey studierte nach einer Schauspielausbildung in Hamburg Philosophie, Linguistik und Betriebswirtschaftslehre an der Universität Stuttgart. Ihre Dissertation verfasste sie zum Thema Das ethische Dilemma der Rhetorik in der Theorie der Antike und der Neuzeit. Seit 1974 arbeitet sie als professionelle Rhetorik- und Kommunikationstrainerin. Im deutschsprachigen Raum gilt sie in diesem Berufsfeld als Pionierin: themenübergreifend als Frau sowie als Trainerin von speziellen Führungs- und Kommunikationsseminaren für Frauen, wobei sie u. a. in der Vereinigung der Business and Professional Women wirkte.
Von 1992 bis 1996 war sie Lead Speaker beim amerikanischen Seminaranbieter CareerTrack. Von 1997 bis Dezember 2017 war sie geschäftsführende Gesellschafterin von study & train, Gesellschaft für Weiterbildung mbH in Stuttgart, deren Seminarangebot die Themen Rhetorik, Schlagfertigkeit, persuasive Kommunikation, Selbst- und Zeitmanagement, Teamarbeit, Gesprächs- und Verhandlungsführung, Vortrags- und Präsentationstraining umfasst.
Sie ist zu den Themen Rhetorik, Kommunikation und Konflikttechniken als Spezialistin gefragt und wird mitunter als Grande Dame der Rhetorik bezeichnet. Ihr Buch Überzeugen ohne Sachargumente wurde im Sachbuch- und Wirtschaftsbereich häufig besprochen.
Ihr besonderer Schwerpunkt ist Rhetorik und Erfolg für Frauen, wobei ihre Publikationen von entsprechenden Vereinen und Organisationen oft geführt werden.

## Veröffentlichungen (Auswahl)
- Reden macht Leute! Vorträge gekonnt vorbereiten und präsentieren; Trainingsbuch zur Rhetorik Arbeit in Gruppen. Metropolitan Verlag, 2003, ISBN 3-89623-320-3.
- mit Heinrich Fey: Redetraining als Persönlichkeitsbildung. Praktische Rhetorik zum Selbststudium und für die Arbeit in Gruppen. 6. Auflage. Walhalla Fachverlag, Regensburg 2008, ISBN 978-3-8029-4666-0.
- Kontakte knüpfen und beruflich nutzen: Erfolgreiches Netzwerken. Fit for Business, Düsseldorf 1999, ISBN 3-8029-4549-2.
- Selbstsicher reden – selbstbewusst handeln. Rhetorik für Frauen. 5. Auflage. Walhalla Fachverlag, Regensburg 2009, ISBN 978-3-8029-4533-5.
- Gelassenheit siegt! Mit Fragen, Vorwürfen, Ärger und Angriffen souverän umgehen. 17. Auflage. Metropolitan/Walhalla Fachverlag, Regensburg 2019, ISBN 978-3-96186-034-0. Erschienen auch als CD.
- Sicher und überzeugend präsentieren. Walhalla Fachverlag, Regensburg 2013, ISBN 978-3-8029-3891-7.
- Überzeugen ohne Sachargumente: So gewinnen Sie andere für Ihre Meinung. Walhalla und Praetoria Verlag, Regensburg 2012, ISBN 978-3-8029-3857-3.
- Reden macht Leute! Das Reden systematisch lernen, Vorträge gekonnt halten. Trainingsbuch zur Rhetorik. 5. Auflage. Walhalla Fachverlag, Regensburg 2014, ISBN 978-3-8029-3931-0.
- Überzeugen? So geht’s! Alles, was Sie über kluges Argumentieren wissen müssen. 2. Auflage. Metropolitan/Walhalla und Praetoria Verlag, Regensburg 2017, ISBN 978-3-96186-005-0.
- als CD erschien unter anderem Sag’s positiv. Power Talking – Der neue Weg zum Erfolg und als DVD Nie mehr Lampenfieber!